# Вольбрандсхаузен
Вольбрандсхаузен (нем. Wollbrandshausen) — община в Германии, в земле Нижняя Саксония.
Входит в состав района Гёттинген. Подчиняется управлению Гибольдехаузен. Население составляет 625 человек (на 31 декабря 2010 года). Занимает площадь 6,26 км².
| Год  | Население |
| ---- | --------- |
| 1990 | 626       |
| 1995 | 704       |
| 2000 | 659       |
| 2005 | 652       |
| 2010 | 619       |